# Xaenorfica
Xaenorfica o Bogenflugel son los nombres dados por el músico alemán del siglo XVIII, Karl Leopold Röllig, a un instrumento mixto de piano y violín por él inventado. 
Era un clave de arco continuo, en el que se giraba con la presión de las teclas un cilindro resinado que frotaba las cuerdas.